# Luis Antonio Bittar Venturi
Luis Antonio Bittar Venturi é geógrafo brasileiro e professor doutor na Universidade de São Paulo. Ele fez seu doutorado em Geografia Física pela Universidade de São Paulo. Suas áreas de pesquisa são Geografia dos Recursos Naturais, Geomorfologia, além de Teoria, Método e Técnicas da pesquisa em Geografia Física.

## Publicações
VENTURI, L.A.B. "Geografia - práticas de campo, laboratório e sala de aula. São Paulo: Editora Sarandi, 2011. 528 p.
- VENTURI, L. A. B. . Ensaios Geográficos. 1. ed. São Paulo: Humanitas, 2008.[2] v. 1. 200 p.
- VENTURI, L. A. B. . Retratos de um município: Itapecerica da Serra. 1a. ed. Osasco: Edifieo, 2005. v. 1. 208 p.
- VENTURI, L. A. B. (Org.) . Praticando Geografia - técnicas de campo e laboratório. 1a. ed. São Paulo: Oficina de Textos, 2005.[3] v. 1. 239 p.
- VENTURI, L. A. B. . "O Papel da Técnica no Processo de Produção Científica. Praticando Geografia - técnicas de campo e laboratório". 1 ed. São Paulo: Oficina de Textos, 2005, v. 1, p. 13-18.
- VENTURI, L. A. B. . "Recurso Natural: a construção de um conceito". Geousp, v. 20, p. 9-18, 2006.

## Prémios
- (4º lugar) Prêmio Jabuti 2012 (Ciências Naturais)[4]